# Neurhermes guangxiensis
Neurhermes guangxiensis là một loài côn trùng trong họ Corydalidae thuộc bộ Megaloptera. Loài này được [Author?] miêu tả năm 0000.